# Schubpoothagedissen
Schubpoothagedissen (Pygopus) zijn een geslacht van hagedissen die behoren tot de gekko's en de familie heuppotigen (Pygopodidae).

## Naam en indeling
De wetenschappelijke naam van de groep werd voor het eerst voorgesteld door Blasius Merrem in 1820. De hagedissen werden eerder aan andere geslachten toegekend, zoals Bipes, Lacerta en Cryptodelma. Er zijn vijf soorten, inclusief de pas in 2010 beschreven soort Pygopus robertsi.
De Nederlandstalige naam schubpoothagedissen wordt ook wel gebruikt voor de familie heuppotigen waartoe de groep behoort, en waarvan de wetenschappelijke naam Pygopodidae is afgeleid van het geslacht Pygopus.

## Uiterlijke kenmerken
De verschillende soorten worden relatief groot in vergelijking met andere heuppotigen en bereiken een kopromplengte van ongeveer 18 tot meer dan 27 centimeter exclusief de staart. De gewone schubpoothagedis (Pygopus lepidopodus) is de langste soort en kan met staart en al meer dan een meter lang worden. De pootjes zijn sterk gereduceerd maar zijn nog wel zichtbaar als duidelijke flapjes. De lichaamsschubben zijn glad tot enigszins mat, de buikschubben zijn in paren gelegen. De buikschubben zijn groter dan de aangrenzende lichaamsschubben.

## Verspreiding en habitat
De hagedissen komen endemisch voor in Australië en leven in de staten New South Wales, Noordelijk Territorium, Queensland, Victoria, West-Australië en Zuid-Australië. De habitat bestaat uit droge tropische en subtropische bossen, droge savannen, verschillende typen scrublands, hete woestijnen, gematigde bossen, zandduinen langs de kust en zowel gematigde als droge graslanden.

## Beschermingsstatus
Door de internationale natuurbeschermingsorganisatie IUCN is aan alle soorten een beschermingsstatus toegewezen. de hagedissen worden beschouwd als 'veilig' (Least Concern of LC).

## Soorten
Het geslacht omvat de volgende soorten, met de auteur en het verspreidingsgebied.
| Naam                                          | Auteur                              | Verspreidingsgebied                                                                                       |
| --------------------------------------------- | ----------------------------------- | --- |
| Gewone schubpoothagedis (Pygopus lepidopodus) | Lacépède, 1804                      | Australië (New South Wales, Queensland, Victoria, West-Australië, Zuid-Australië)                         |
| Zwartkopschubpoothagedis (Pygopus nigriceps)  | Fischer, 1882                       | Australië (New South Wales, Noordelijk Territorium, Queensland, Victoria, West-Australië, Zuid-Australië) |
| Pygopus robertsi                              | Oliver, Couper & Amey, 2010         | Australië (Queensland)                                                                                    |
| Pygopus schraderi                             | Boulenger, 1913                     | Australië (New South Wales)                                                                               |
| Pygopus steelescotti                          | James, Donnellan & Hutchinson, 2001 | Australië (Noordelijk Territorium)                                                                        |